# Noah Igbinoghene
Noah Igbinoghene (Trussville, Alabama, 27 de noviembre de 1999) es un jugador profesional estadounidense de fútbol americano que se desempeña en la posición de cornerback en Dallas Cowboys, equipo de la National Football League (NFL).

## Carrera
Fue seleccionado en la primera ronda en la Reunión Anual de Selección de Jugadores de la NFL de 2020. Hizo su debut profesional con el equipo Miami Dolphins, en el cual jugó cuatro temporadas (2020-2023), luego pasó a Dallas Cowboys, donde lleva jugando una temporada.